# Jakob Wyrsch (Politiker, 1842)
Jakob Konstantin Wyrsch (* 4. Februar 1842 in Buochs; † 7. Januar 1933 ebenda) war ein Schweizer Politiker (Katholisch-Konservative Partei der Schweiz). Von 1894 bis 1925 gehörte er dem Ständerat an.

## Leben
Der Sohn des Regierungsrats Louis Wyrsch und dessen zweiter Ehefrau Theresia Stockmann wurde in Buochs geboren. Sein Halbbruder Alois Wyrsch war Nationalrat.
Nach seiner obligatorischen Grundschulbildung studierte er in München, Bern, Tübingen, Wien und Paris Medizin. Wyrsch gründete in Bern eine Sektion des Studentenvereins Burgundia und war 1868/1869 Sektionspräsident. Nach dem erfolgreichen Abschluss des Studiums eröffnete er in Buochs eine Arztpraxis, in der er von 1869 bis zu seinem Tod tätig war. Beruflich bedingt, war er von 1874 bis 1895 zudem noch Gerichtsarzt.
Wyrsch stammte aus einer Politikerfamilie und wurde 1872 Gemeinderat in seiner Heimatgemeinde Buochs. Dies blieb er bis 1883 und war erneut Gemeinderat zwischen 1889 und 1913. Zeitweilig war er auch Gemeindepräsident. In seiner Heimatgemeinde übte er überdies mehrere Ämter im Schulwesen aus.
Über der Stufe Gemeinde war Wyrsch auch auf kantonaler Ebene als Regierungsrat tätig. In der langen Zeit als Mitglied des Regierungsrats war er abwechselnd alle zwei Jahre Landammann (Regierungspräsident) und Landesstatthalter. Auf kantonaler Ebene übte er auch mehrere Ämter im Justizbereich aus. Er war 1874 Mitglied des Siebengerichts und zwischen 1874 und 1877 Mitglied des Geschworenengerichts. In den Jahren zwischen 1883 und 1889 war er Oberrichter. Im Jahr 1896 und 1912/1913 war er Mitglied des Verfassungsrats.
Auch auf Bundesebene bekleidete er ein politisches Amt, das Amt eines Ständerats. Zwischen dem 4. Juni 1894 und dem 1. April 1925 war er der Standesvertreter des Kantons Nidwalden.
Abseits der Medizin und der Politik waren die verschiedensten Künste sein drittes Interessengebiet. Er organisierte den Wiederaufbau des 1873 abgebrannten Theaters in Buochs und spielte auch im Theater mit. Er war Sammler von Altertümern und Kunstwerken (Münzen, Medaillen, Bilder und Statuen) und ausserdem Geschichtenschreiber für Kalender und Zeitungen. Er war Präsident der Katholisch-Konservativen Partei, Gründer der Sektion Nidwalden des Historischen Vereins der fünf Orte – wo er auch Vorträge hielt – sowie Mitgründer und Präsident eines Vereins zur Einrichtung eines historischen Museums in Nidwalden.
Wyrsch heiratete 1875 die Engelbergerin Ottilia Cattani. Die langjährige Ehe blieb kinderlos.